# Union, Quận Pierce, Wisconsin
Union là một thị trấn thuộc quận Pierce, tiểu bang Wisconsin, Hoa Kỳ. Năm 2010, dân số của thị trấn này là 601 người.